# Lê Thị Hồng Gấm
Lê Thị Hồng Gấm (1951 -1970) là một nhà cách mạng của Việt Nam, người đã tham gia vào công cuộc chiến tranh chống Mỹ cứu nước.Cô sinh ra trong một gia đình nông dân lao động ở xã Long Hưng, thuộc địa phận huyện Châu Thành, tỉnh Mỹ Tho (nay là tỉnh Tiền Giang). 

## Hoạt động cách mạng
Tháng 12 năm 1967, Lê Thị Hồng Gấm đã tham gia cách mạng, và được phân công làm công tác giao liên xã. Cuối năm 1968 tổ còn lại duy nhất một mình cô. Đến tháng 12 năm 1968, cô trở thành xã đội phó, cùng lãnh đạo xã thuyết phục nhân dân bám đất, bám ruộng vườn sản xuất, ủng hộ cách mạng.
Tháng 8 năm 1969, Lê Thị Hồng Gấm được cử làm trung đội phó du kích vành đai liên xã. Ngày 18 tháng 4 năm 1970, để chuẩn bị cho trận đánh đêm, cô cùng hai nữ du kích khác đi mua lương thực cho đồng đội. Khi ra giữa cánh đồng, các cô bị hai chiếc máy bay trực thăng của quân địch phát hiện. Trước tình hình đó, Lê Thị Hồng Gấm đã chỉ đường trốn thoát cho đồng đội, còn bản thân thì lợi dụng địa hình chiến đấu, đồng thời thu hút sự chú ý của quân địch về phía mình. Lúc này, 2 chiếc trực thăng lượn vòng uy hiếp, cô bắn trả, một chiếc bị rơi tại chỗ, chiếc thứ hai đổ quân bao vây, cô nổ súng diệt tiếp ba tên địch. Tuy nhiên, do số lượng quân địch quá đông, mà hỏa lực lại tập trung bắn về phía cô, khiến cô bị thương quá nặng, đạn đã hết nên dùng chút sức lực đập gãy khẩu súng để vũ khí không rơi vào tay địch và dũng cảm hy sinh.

## Vinh danh
Ngày 20 tháng 9 năm 1971, Lê Thị Hồng Gấm được Chính phủ Cách mạng lâm thời Cộng hoà miền Nam Việt Nam truy tặng Huân chương Quân công giải phóng hạng ba, cùng với danh hiệu Anh hùng lực lượng vũ trang nhân dân giải phóng.
Năm 1980, bộ phim "Lê Thị Hồng Gấm" được làm để nói về bà; quay phim Lê Đình Ân, đạo diễn Huy Thành.
Từ đó đến nay, cô được đặt cho rất nhiều tên đường phố tại Thành phố Hồ Chí Minh, Quy Nhơn, Pleiku, Đà Lạt, Mỹ Tho, Buôn Ma Thuột, Đà Nẵng, An Khê, Gia Nghĩa, Gò Công và tên rất nhiều trường học ở nhiều tỉnh, thành phố của Việt Nam.